# Applicatif (grammaire)
En linguistique, l'applicatif est une voix grammaticale qui promeut un oblique au statut d’objet ou introduit un élément supplémentaire qui prend le statut d’objet. Il est généralement considéré comme augmentant la valence. L'applicatif se trouve souvent dans les langues agglutinantes, tel que les langues bantoues et les langues austronésiennes. Le nuxalk, l'oubvykh, et l'aïnou en sont d'autres exemples.

## Comportement
Prototypiquement, les applications s’appliquent aux verbes intransitifs. Ils peuvent également être appelés « avancées » ou « promotion d'objet » car ils amènent un objet périphérique au centre en tant qu'objet direct. Cet objet est parfois appelé « objet appliqué ». Pour les verbes transitifs, le verbe résultant peut être ditransitif ou l'objet original n'est plus exprimé. Si l'objet d'origine n'est plus exprimé, il ne s'agit pas d'une opération d'augmentation de valence.

## Applicatifs multiples
Une langue peut avoir plusieurs applicatifs, chacun correspondant à un rôle différent comme le comitatif, le locatif, l'instrumental ou encore le bénéfactif. Parfois divers applicatifs sont exprimés par les mêmes composants morphologique, comme dans les langues bantoues, en chewa, où le suffixe -ir sert autant à former le locatif que l'instrumental. D'autres langues comme le luganda permettent un « deuxième applicatif » (connu en lunganda comme l'« augmentatif appliqué »), formé par une double application du suffixe. Dans ce cas, le second applicatif est utilisé pour donner une signification alternative.
L'applicatif peut aussi être le seul moyen d'exprimer un tel rôle comme en chaga, où l'instrumental, le bénéfactif, le maléfactif et le locatif sont formés uniquement par des applicatifs. Dans d'autres langues, l'applicatif coexiste avec d'autres méthodes pour exprimer lesdits rôles. Ils sont souvent utilisés pour attirer l'attention sur un argument normalement oblique ou, comme en nez-percé, pour garder les humains au cœur des arguments.

## Processus similaires
L'applicatif chevauche partiellement le causatif et, dans certaines langues, les deux sont exprimés de la même manière. Une construction similaire connue sous le nom de datif avec adposition, bien que différente des vrais applicatifs, existe dans d'autres langues. En outre, le cas de bienfait est couramment exprimé au moyen d'un applicatif.

## Exemples

### Allemand et néerlandais
Le préfixe be-, utilisé en allemand et en néerlandais, est considéré par certains comme un applicatif, mais d'autres analyses ont rejeté cette vision

### Anglais
L'anglais n'a pas de suffixe ou de préfixe dédié à l'applicatif. Cependant, les prépositions peuvent être coordonnées avec des verbes pour rendre l'effet d'un applicatif. Par exemple :
- Jack ran faster than the giant.,

signifiant « Jack courait plus vite que le géant. » Le verbe intransitif ran peut être rendu transitif et le nom oblique giant devenir l'objet :
- Jack outran the giant.,

signifiant aussi « Jack a semé le géant. », « Jack a couru plus vite que le géant. » Le verbe applicatif peut être rendu à la voix passive, une chose pareille n'étant pas possible avec ran :
- The giant was outrun by Jack.

### Swahili
Le swahili a un suffixe applicatif -i ou -e, lequel apparait avant la dernière voyelle du verbe. À partir du verbe andika, « écrire », nous allons passer au transitif
- Aliandika barua « il a écrit une lettre » (a-li-andik-a il-(temps passé)-écrire-(mode indicatif))

et ditransitif
- Aliniandikia barua « il m'a écrit une lettre », ou « il a écrit une lettre pour moi » (a-li-ni-andik-i-a il-{temps passé}-moi-écrire-(mode indicatif).

De la même manière, du verbe soma, « lire »,
- Alinisomea barua « il m'a lu une lettre », he read a letter to me.

Celles-ci sont parfois appelées formes « prépositionnelles » du verbe car elles sont traduites en français à l'aide de prépositions: pleurer pour, prier pour, manger avec, profiter (être heureux), arriver à, chanter, vendre, envoyer, ouvrir ( la porte) pour, compte avec, voir pour (lui-même), mourir à. Cependant, ce nom est inexact pour le swahili, qui n'utilise pas de prépositions à cette fin.

### Yagua
Le yagua est une langue qui possède une morphologie dédiée à l'applicatif. Ici, le suffixe applicatif -ta montre que l'oblique locatif ou l'instrumental est maintenant un objet direct
- sa-duu rá-viimú « Il souffle dedans. » (valence = 1),

sa-duu = (troisième personne du singulier)-souffler
rá-viimú = (genre inanimé)-dedans
- sa-duu-tá-ra « Il le souffle » (valence = 2),

Troisième personne du singulier)-souffle-(voix applicative)-(genre inanimé)-(objet)
De même, le suffixe -ta peut être utilisé avec le verve transitif pour créer des ditransitifs.guage.